# Sematophyllum amoenum
Sematophyllum amoenum là một loài rêu trong họ Sematophyllaceae. Loài này được (Hedw.) Mitt. mô tả khoa học đầu tiên năm 1869.